# Stoppie

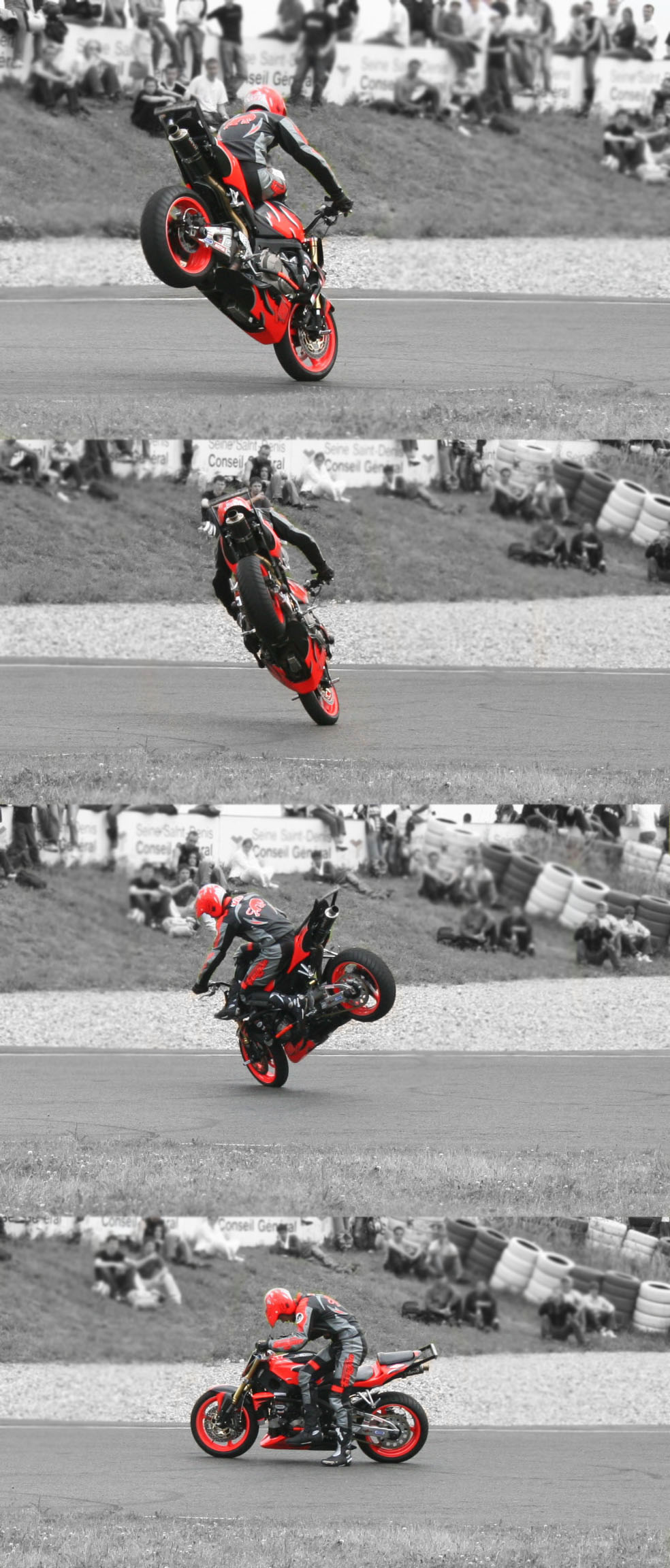
Stoppie 180 podczas Stunt Bike Show (Carole Racetrack, Francja)

Stoppie – figura akrobatyczna wykonywana na dwóch kołach, w szczególności na motocyklu lub rowerze. Odwrotność wheelie, określana też jako front wheelie. Wymienia się różne jej odmiany, w tym stoppie 180° (zakończona półobrotem) i stoppie 360° (zakończona pełnym obrotem). 
Stoppie polega na uniesieniu tylnego koła podczas nagłego hamowania i pozostaniu w tej pozycji przez pewien czas. Istotnym elementem jest odpowiednie zwalnianie hamulców, dzięki któremu pojazd przez chwilę porusza się na przednim kole.
To popularny trik w kolarskich dyscyplinach takich jak freestyle czy stunt. W Polsce obowiązuje zakaz wykonywania tej i podobnych akrobacji w ruchu drogowym.
W maju 2006 roku ustanowiono rekord w jeździe na przednim kole w parze wpisany do Księgi rekordów Guinnessa. Craig Jones oraz Wing Chui wykonali stoppie na dystansie 305 metrów.